# Rapanea lorentziana
Rapanea lorentziana es una especie de planta con flor,  leñosa ornamental en la familia Myrsinaceae. Es endémica de Argentina, Brasil, Paraguay y Uruguay. 

## Nombres comunes
- Guaraní: kanelon guasu, caá-poro-ró
- Castellano: canelón, canelón colorado

### Etimología
"Capororoca", y viene de la onomatopeya de sus ramas cuando se echan al fuego
"Canelón" viene de la similitud con el de la canela. 

## Descripción
Árbol de 7-9 m de altura. Tronco grueso, grisáceo, rugoso. Copa esferoide, con follaje siempreverde, persistente, verde oscuro; hojas simples, alternas, de 5-12 cm de largo; pecíolos y ramas glabras. Flores y frutos de 3-5 mm. 

## Usos
Tiene bastantes usos medicinales; la decocción de la corteza se usa como laxante, las ramas tiernas se usan en infusión como digestiva y laxante suave. Las hojas se utilizan para las bebidas aromáticas por su agradable sabor dulce y parecido a la canela.
Su madera no es buena como leña no se corta, y ha ido quedando como mudo testigo de la existencia del monte serrano. Por eso es común encontrar ejemplares aislados de grandes dimensiones.